# آلن گودال
آلن گودال (انگلیسی: Alan Goodall؛ زادهٔ ۲ دسامبر ۱۹۸۱) بازیکن فوتبال اهل بریتانیا است.
از باشگاه‌هایی که در آن بازی کرده‌است می‌توان به باشگاه فوتبال نیوپورت کانتی، باشگاه فوتبال لوتون تاون، باشگاه فوتبال استوک‌پورت کانتی، باشگاه فوتبال مورکم، باشگاه فوتبال چسترفیلد، باشگاه فوتبال روچدیل، باشگاه فوتبال گریمزبی تاون، و باشگاه فوتبال فلیتوود اشاره کرد.